# Ньюкасл (Даун)
Ньюка́сл (англ. Newcastle, ирл. an Caisleán Nua) — малый город в районе Даун, находящийся в графстве Даун Северной Ирландии.
Местная железнодорожная станция была открыта 25 марта 1869 года и закрыта 2 мая 1955 года.

## Демография
Ньюкасл определяется Northern Ireland Statistics and Research Agency (NISRA) как малый таун (то есть как город с населением от 4500 до 10 000 человек).